# Castellia tuberculosa
Genre
Espèce
Castellia tuberculosa est une espèce végétale de la famille des Poaceae. Il s'agit de la seule espèce du genre Castellia

### Espèce
- (en) Flora of Pakistan : Castellia tuberculosa  (consulté le 16 avril 2012)
- (en) World Checklist of Selected Plant Families (WCSP) : Castellia tuberculosa
- (en) Catalogue of Life : Castellia tuberculosa (Moris) Bor (consulté le 20 décembre 2020)
- (en) NCBI : Castellia tuberculosa (taxons inclus) (consulté le 16 avril 2012)
- (en) GRIN : espèce Castellia tuberculosa  (Moris) Bor (consulté le 16 avril 2012)

### Genre
- (en) Flora of Pakistan : Castellia  (consulté le 16 avril 2012)
- (en) World Checklist of Selected Plant Families (WCSP) : Castellia Tineo (1846)
- (en) Catalogue of Life : Castellia Viskova, 2004 (consulté le 9 avril 2023)
- (en) NCBI : Castellia (taxons inclus) (consulté le 16 avril 2012)
- (en) GRIN : genre Castellia  Tineo (+liste d'espèces contenant des synonymes) (consulté le 16 avril 2012)